# فرودگاه اگنیس
فرودگاه اگنیس (به انگلیسی: Aggeneys Airport) یک فرودگاه همگانی با کد یاتا AGZ است که یک باند فرود آسفالت دارد و طول باند آن ۲۰۸۰ متر است. این فرودگاه در کشور آفریقای جنوبی قرار دارد و در ارتفاع ۸۰۷ متری از سطح دریا واقع شده‌است.